# Stepan Tarabałka
Stepan Iwanowycz Tarabałka (ukr. Степан Іванович Тарабалка; ur. 9 stycznia 1993 w Korolówce w rejonie kołomyjskim, obwód iwanofrankowski, zm. 13 marca 2022 w obwodzie żytomierskim) – ukraiński oficer (major), pilot Ukraińskich Sił Powietrznych. Służył podczas wojny rosyjsko-ukraińskiej, w tym podczas rosyjskiej inwazji na Ukrainę w 2022 roku.
Pośmiertnie uznawany przez niektóre media (według sił zbrojnych Ukrainy niesłusznie) za „Ducha Kijowa” (pseudonim nadany hipotetycznemu asowi myśliwskiemu, któremu przypisuje się zestrzelenie ponad 40 rosyjskich samolotów w 2022 roku). Nie wiadomo, czy taki pilot rzeczywiście istniał, czy też był elementem ukraińskiej propagandy wojennej, stworzonej w celu podniesienia morale. Gdyby Tarabałka rzeczywiście był „Duchem Kijowa”, byłby pierwszym zarejestrowanym asem myśliwskim XXI wieku.

## Dzieciństwo i młodość
Tarabałka dorastał w ubogiej rodzinie w Korolówce. Jego rodzice pracowali za granicą (w Portugalii), gdzie mogli lepiej zarabiać, ale często wracali na Ukrainę. Mieszkał w pobliżu bazy wojskowej i stale widywał lądujące w pobliżu samoloty wojskowe, co od najmłodszych lat zainspirowało go do zostania pilotem. Tarabałka zgłosił się do szkoły wojskowej, a następnie szkoły lotniczej, studiując na Charkowskim Narodowym Uniwersytecie Sił Powietrznych, kończąc go w 2014 r.

## Kariera wojskowa

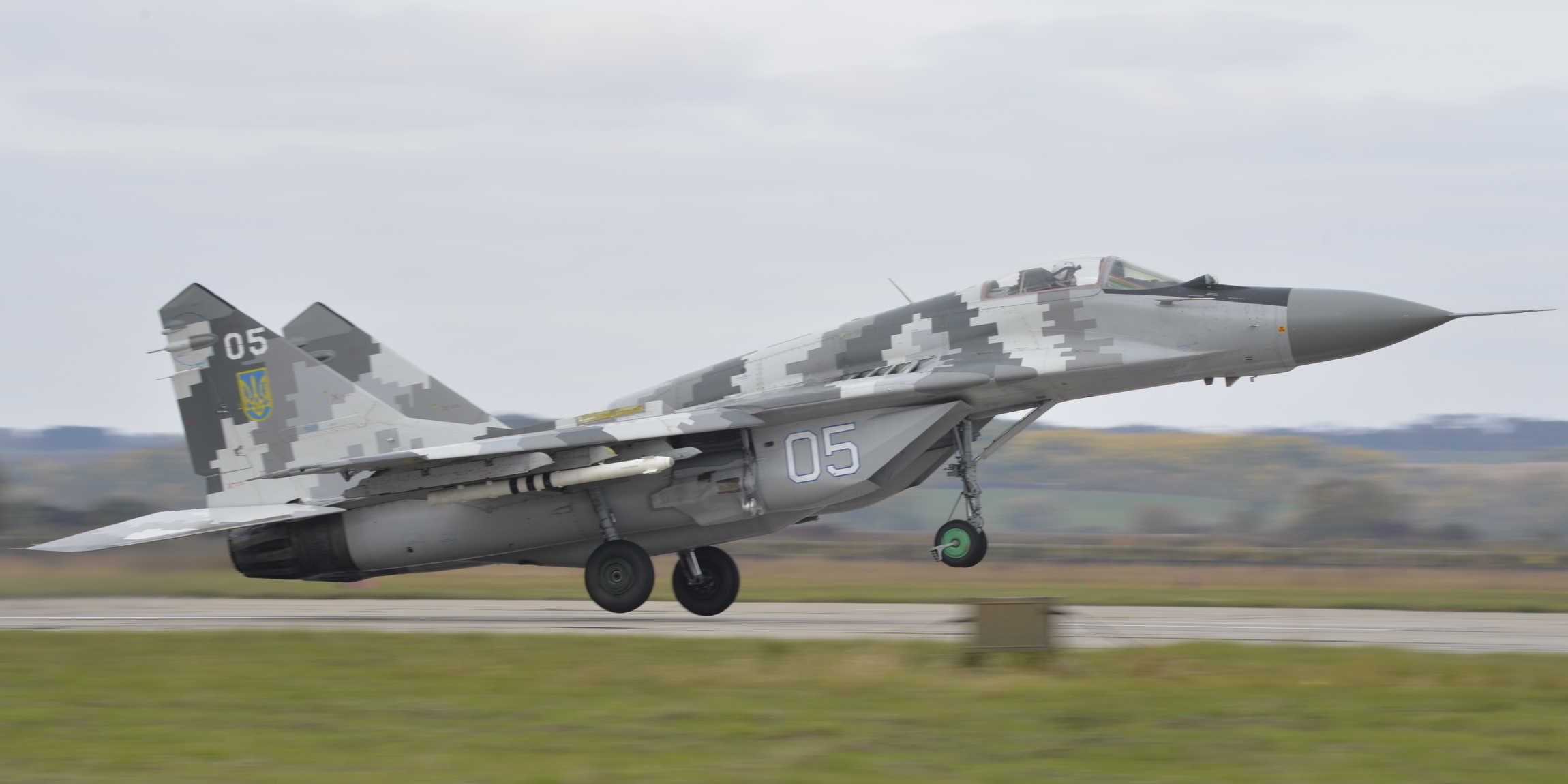
Samolot MiG-29 w barwach Ukraińskich Sił Powietrznych, taki sam jakim latał S. Tarabałka

Konflikt rosyjsko-ukraiński w 2014 roku, obejmujący aneksję Krymu przez Rosję oraz konflikt na wschodzie Ukrainy z dwoma terytoriami secesjonistycznymi (tzw. Ługańską i Doniecką Republiką Ludową) był pierwszym doświadczeniem bojowym Tarabałki. Dzięki temu zdobył doświadczenie w lotach z misjami wsparcia nad Donbasem.
Działalność Tarabałki została dostrzeżona na początku wojny pod anonimowym pseudonimem „Duch Kijowa”. W tym czasie spekulowano, czy jest to prawdziwy pilot, czy po prostu mityczny bohater, być może ustanowiony w celu podniesienia morale. „Duchowi Kijowa” (niezależnie od tego, czy był to Tarabalka, czy nie) przypisywano zniszczenie dużej liczby rosyjskich samolotów, a jego rola została upubliczniona w mediach. Po pewnym czasie spekulacje ucichły. Tarabałka kontynuował walkę z rosyjskimi samolotami, latającymi nad Kijowem i wschodnią Ukrainą.
Tarabałka został zestrzelony w marcu. Pilotował samolot MiG-29. Legendy na temat „Ducha Kijowa” przez kilka tygodni nie dementowano; międzynarodowe media spekulowały, czy „Duch” i Tarabałka to w rzeczywistości ta sama osoba, czy też „Duch Kijowa” został po prostu wymyślony, a następnie zastosowany do Tarabałki po jego śmierci, kiedy jego sukces w walce z rosyjskimi siłami powietrznymi był znany. W kwietniu 2022 roku opublikowano wywiad z innym pilotem z jego jednostki, który wskazał szczegóły pasujące do Tarabałki jako „Ducha”, w tym m.in. fakt, że latał na MiGu-29 i miał 29 lat.
Do czasu śmierci Tarabałki ukraińskie lotnictwo i lądowe wojska przeciwlotnicze zniszczyły ponad sto rosyjskich samolotów i śmigłowców, z których 40 przypisywano Tarabałce (w tym sześciu w ciągu jednego dnia walki, co czyniłoby go z definicji asem myśliwskim). Służby informacyjne dowództwa ukraińskich sił zbrojnych jednak w specjalnym oświadczeniu wydanym 30 kwietnia zaprzeczyły tej pogłosce, pisząc m.in. Герой України Степан Тарабалка НЕ «Привид Києва» і він НЕ збив 40 літаків (pol. „Bohater Ukrainy Stepan Tarabałka NIE JEST «Duchem Kijowa» i NIE zestrzelił 40 samolotów”).

## Śmierć
Tarabałka zginął w akcji 13 marca 2022 r. w wieku 29 lat, a plotki budziły wówczas podejrzenia, że to on był tajemniczą postacią „Ducha”. Według ukraińskich źródeł zginął podczas misji w walce powietrznej przy przewadze liczebnej przeciwnika.
Tarabałkę pochowano na cmentarzu w Korolówce na Ukrainie, niedaleko Kołomyi. Planowano wystawić na aukcję jego hełm i rękawice, aby zebrać fundusze na trwający konflikt.
Przyznano mu pośmiertnie najwyższe odznaczenie Ukrainy za odwagę: tytuł Bohatera Ukrainy z Orderem Złotej Gwiazdy.

## Życie prywatne
Tarabałka był żonaty z Ołeną i w chwili śmierci miał 8-letniego syna Jarosława.